# 스키드블라드니르
스키드블라드니르(Skidbladnir)는 오딘에 의해 고도의 지혜를 얻은 난쟁이들이 발명한 여러 가지 아이템 중 하나이다. 스키드블라드니르는 대형 선박으로 굉장히 정교하게 만들어져 있으며 완전히 펼쳤을 경우 아스가르드 전체를 모두 적재할 수 있을 정도의 거대한 선박인 반면 접을 경우 명함만한 크기의 카드가 되는 놀라운 특징을 지닌 선박이다.

## 같이 보기
- 선상열석